# Зофія Стриєнська

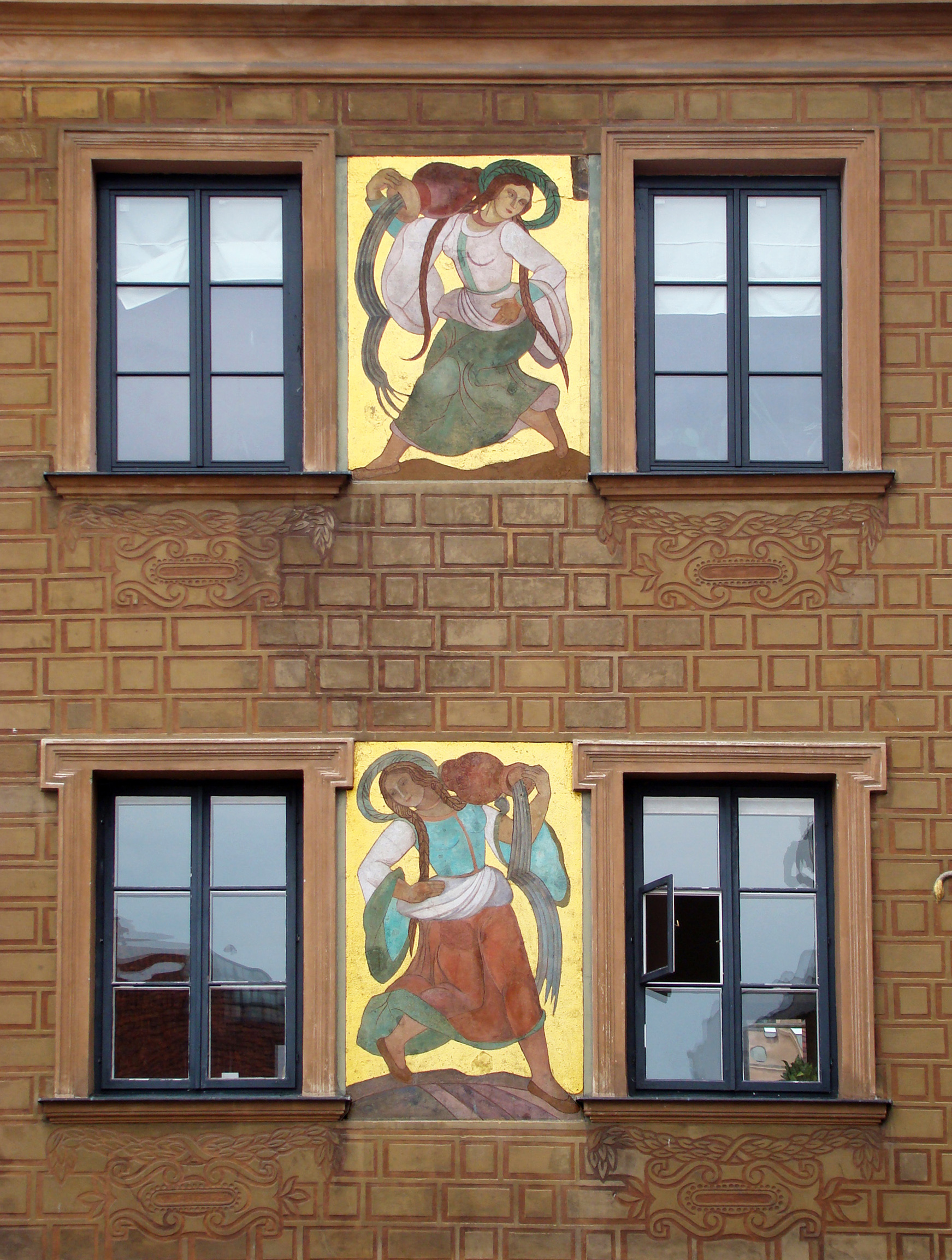
Поліхромні роботи Зоф'ї Стриєнської 1928 року на фасаді житлового будинку на Староміській площі у Варшаві

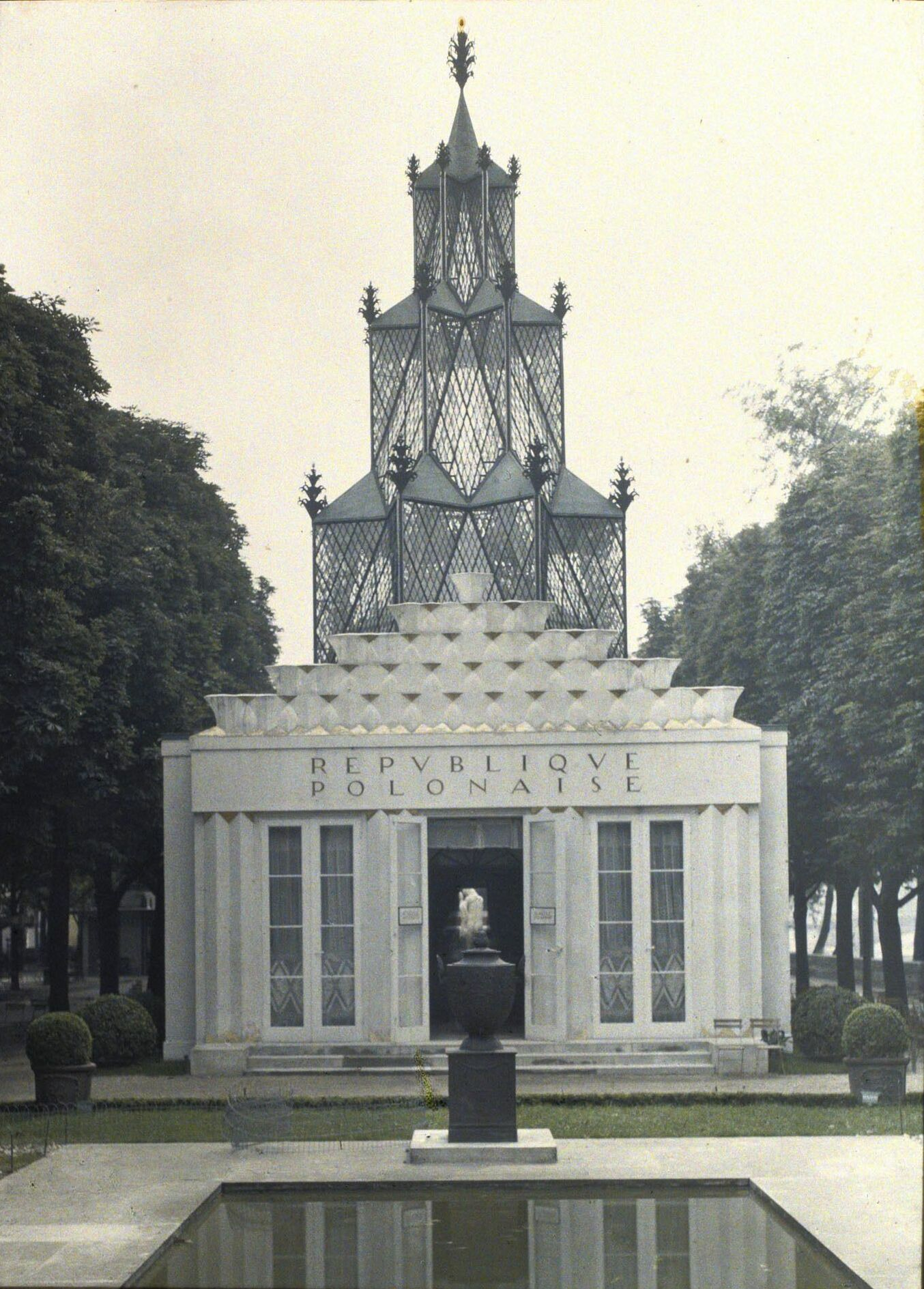
Павільйон Республіки Польща в Парижі в 1925 році прикрашали картини Зоф'ї Стриєнської

Зоф'я Любанська, за першим шлюбом Стриєнська (пол. Zofia Stryjeńska, нар. 13 травня 1891, Краків, Польща — 28 лютого 1976, Женева, Швейцарія) — польська художниця, ілюстраторка, графікеса, сценографка, представниця стилю ар-деко. Поряд із Тамарою Лемпицькою була найвідомішою польською художницею міжвоєнного періоду.

## Біографія
Зоф'я почала малювати з дитинства. В юності співпрацювала з ілюстрованими журналами пол. «Rola» та пол. «Głos Ludu». 1909-го року почала навчання в Школі витончених мистецтв для жінок Марії Недзельської в Кракові. В 1910-му році разом з батьком вирушила в подорож з Австро-Угорщини до Італії, під час якої відвідала галереї й музеї Відня та Венеції. Наступного року закінчила курс живопису і прикладного мистецтва з відзнакою.
1 жовтня 1911 року, вдаючи себе за чоловіка з ім'ям Тадеуш Гжимала Любанський, почала займатися живописом в Мюнхенській академії мистецтв (в той час в Академію жінок не приймали). Через рік обман розкрився, Любанська покинула Мюнхен і повернулася до Кракова, де інтенсивно зайнялася живописом і літературною роботою.
В травні 1913 року мистецтвознавець Єжи Варчаловський докладно описав успіхи Зоф'ї Любанської в газеті «Час», посприявши успішному початкові її кар'єри. Таким чином вона влилася у творчу інтелігенцію Кракова, познайомилася з Тадеушем Бой-Желенським, Здіславом Яхимецьким, Войцехом Коссаком, Марією Павликовською-Ясножевською.
4 листопада 1916 року одружилася зі знаменитим польським архітектором Каролем Стриєнським. У шлюбі народила трьох дітей: дочка Магда і близнюки Яцек і Ян.
Завдяки чоловікові познайомилася з художниками та представниками літературного світу, зокрема, з Владиславом Скочилясом, Генриком Куною, Стефаном Жеромським, Владиславом Реймонтом, Станіславом Віткевичем, поетами літературної групи «Скамандр».
Протягом 1921—1927 років разом з чоловіком проживала в місті Закопане. Згодом відносини між двома сильними особистостями гіршали. У нападі гніву Стриєвська знищила свої картини на очах чоловіка. В результаті інтриг чоловіка Стриєнську помістили в психіатричну лікарню, але через два дні завдяки старанням батьків її випустили. Численні конфлікти привели до розлучення в 1927 році.
Стриєнська переїхала до Варшави, де в 1929 році одружилася з актором Артуром Сохою. І цей шлюб виявився нещасливим: у зв'язку з економічною кризою художниця багато працювала, щоб забезпечити себе, дітей і безробітного чоловіка. Через кілька років вона розлучилася з чоловіком через його зради. Наприкінці 1930-х нетривалий період була одружена з архітектором Ахілесом Брезою, а потім з мандрівником і письменником Аркадієм Фідлером.
Середина 1930-х років була для художниці непростим періодом, в той час вона практично не отримувала замовлення. Стриєнська не вміла і не хотіла домагатися визнання. Вона не визнавала Санацію і не приєдналася до жодних з недавно сформованих художніх та політичних течій. 1930 року її нагородили Офіцерським хрестом Ордена Відродження Польщі. За клопотанням Польської академії літератури 7 листопада 1936 року Стриєнську нагородили золотим Академічним лавром.
Через брак грошей Зоф'я Стриєнська змушена була продати кілька своїх картин лихварям. І тільки в 1938 році Стриєнська отримала кілька замовлень від польського МЗС, у тому числі килиму для імператора Японії Хірохіто. Брала участь в оформленні інтер'єрів польських пасажирських суден «Баторій» і «Пілсудський». Також оформила зал кондитерської фабрики E. Wedel в Варшаві. Її картини на слов'янську та історичну тематики знову почали мати попит.
Німецьку окупацію пережила в Кракові. Під час авіанальотів було знищено частину її робіт. Після звільнення Польщі Стриєнська емігрувала до Швейцарії, де вже перебувала її дочка, а пізніше до неї приєдналися обидва сини. Намагалася переїхати в США, зверталася за допомогою до Фонду Костюшка, але отримала відмову. 
Останні роки жила небагато, відмовляючись від допомоги навіть своїх синів. Померла в Женеві від серцевого нападу. Похована на цвинтарі в Шен-Бурі.

## Творчість
Відома як «принцеса польського мистецтва», належала до художньої групи Ритм (пол. Помилка Lua у Модуль:Не_перекладено у рядку 253: attempt to index local 'neededTitle' (a nil value).). Коло інтересів Стриєнської було дуже великим. Займалася темперним малярством, також цікавилася літографією, малюнком, плакатами, розробляла іграшки, декоративні тканини, була авторкою книжкових ілюстрацій. Зоф'я Стриєнська розробила характерний стиль, відповідний до того, який панував тоді в Європі ар-деко. Серед її найвідоміших робіт: «Слов'янські ідоли й паска», ілюстрації до «Монахомахії» Ігнація Красицького, «Пори року», «Різдвяні гімни», «Чотири таїнства» і «Польські танці».

### Ранній період
У 1918 році Зоф'я Стриєнська працювала на посаді дизайнерки іграшок і графічної дизайнерки. У 1917-18 роках вона створила серію з п'яти картин «Великдень» темперою, в яких поєднала релігійні іконографічні мотиви з елементами фольклору. У 1918 і 1922 роках з'явилися дві літографічні роботи під назвою «Слов'янський оберіг», в яких художниця зверталася до слов'янської міфології. До найзначніших робіт раннього періоду творчості Зоф'ї Стриєнської належать: фрески в Технічному і промисловому музеї в Кракові (1917), поліхромні зали в Сенаторській вежі на Вавелі (1917) і внутрішнє оздоблення виноробні у Варшаві. Серед монументальних композицій виділяються картини із серій «Полювання на богів» (1921), «Ранок», «Вечір» і «Концерт Беріота» (1923).
У цілому, 1920-ті роки були дуже плідним періодом у творчості Зоф'ї Стриєнської. Вона ви́шліфувала техніку малювання гуашшю й аквареллю.

### 1920—1930 роки

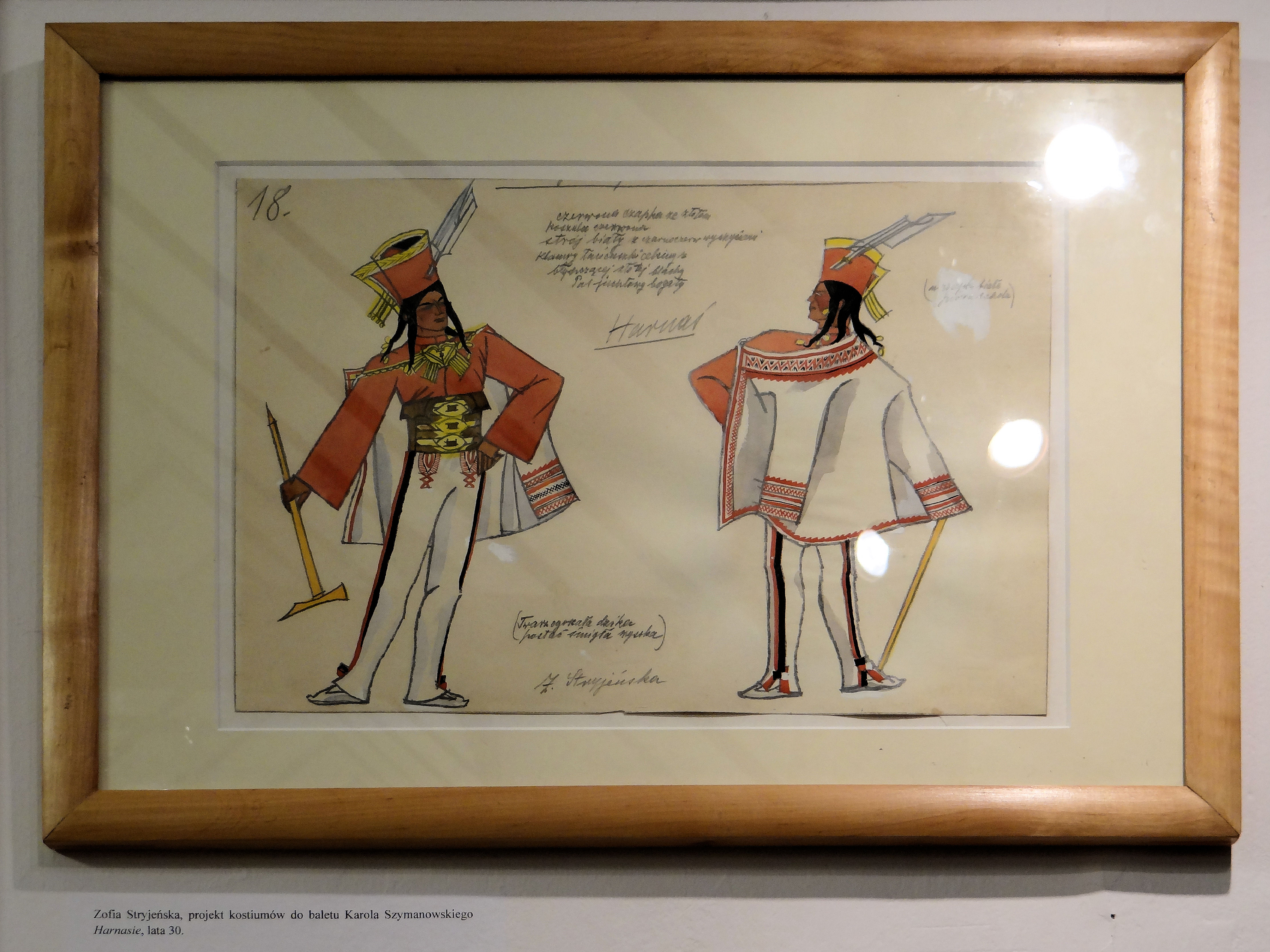
Зоф'я Стриєнська. Ескіз костюмів для балету Кароля Шимановського.

Серія робіт «Сім таїнств», написана в 1922 році, належать до кращого періоду її творчості.
Зоф'я Стриєнська виконала частину декорації польського павільйону на Всесвітній виставці в Парижі в 1925 році, яка складалася з серії картин «Дванадцять місяців» (6 картин, 2 місяці на полотні), на яких було зображене сільське життя в різні місяці року. Ця робота принесла художниці європейську популярність і 5 нагород Всесвітньої виставки. 1927-го написала серію картин із зображенням польських народних танців.

### Після 1930 року
У 1931 році отримала срібну медаль на виставці релігійного мистецтва в Падуї.
1942 року представила концепцію слов'янського храму — Вітезьєна, який повинен був стати місцем «симпозіумів та з'їздів цісарів слов'ян», а також місцем відродження слов'янського духовного життя. Вітезьєн мав незвичайну форму. В архітектурі використовувалися дерев'яні конструкції, що застосовувалися в народному будівництві. Дизайн інтер'єру нагадував і театр, і церкву, в якій вівтар замінений стилізованою народною статуєю слов'янського божества.
Завдяки численним роботам, що зображували давньослов'янські божества, Стриєнська вважається прихильницею слов'янської рідновірської релігії в Польщі, однак, сама художниця сповідувала християнство. Стрієнська була католичкою за вихованням і за переконанням, але змінила на короткий час конфесію на євангелічну, заради другого шлюбу. Її захоплення віруваннями стародавніх слов'ян розглядаються тільки як мистецтво.

## Літературна творчість
Прагнучи дати дітям хороше виховання, Стриєнська написала керівництво з етикету під псевдонімом «Професор Гіляр». Її мемуари «Хліб майже кожен день» були опубліковані у 1995 році. Твори Стриєнської відрізняються вільним викладом і багатим словниковим запасом.

## Нагороди
Офіцерський хрест Ордена Відродження Польщі (1930).
Золотий Академічний лавр (1936).

## Пам'ять
У 2008-му році Національним музеєм у Кракові була організована велика ретроспективна виставка робіт Зоф'ї Стриєнської, перша монографічна презентація робіт художниці після 1945 року.
2009-го була проведена виставка, організована Національним музеєм у Познані та Національним музеєм у Варшаві.
У 2015-му була видана біографія художниці під авторством Анжеліки Кузняк.
2018-го вийшов альбом з роботами Стриєнської під авторством Святослава Ленартовича і Леха Маєвського.
15 лютого 2011 року Національний банк Польщі ввів в обіг монети з серії «Польські художники XIX—XX століть», присвячені Зоф'ї Стриєнській з номіналами 20 злотих і 2 злотих.
Іменем Зоф'ї Стриєнської названі вулиці в Тарнові і Ченстохові.